# Cantoria violacea
Cantoria violacea — вид змій родини гомалопсових (Homalopsidae). Мешкає в Південно-Східній Азії. Це єдиний представник монотипового роду Cantoria, названого на честь данського герпетолога Теодора Кантора. Умовно отруйна змія (реальної небезпеки для людини не становить).

## Поширення й екологія
Heurnia ventromaculata поширені від Андаманських островів на заході через М'янму, Таїланд і Малайський півострів до Сінгапуру, за деякими свідченнями, до узбережжя Калімантану і Суматри. Вони живуть у мангрових лісах та на мулистих рівнинах. Живляться майже виключно креветками з роду Alpheus.